# Джонатан Гомес (плавець)
Джонатан Гомес (ісп. Jonathan Gómez, 19 квітня 1996) — колумбійський плавець.
Учасник Олімпійських Ігор 2016 року.
Призер Панамериканських ігор 2019 року.

## Біографія
Гомес почав займатися плаванням у віці 7 років через астму. У 13 років його родина переїхала з Колумбії до Сполучених Штатів. Він вивчає економіку та міжнародний бізнес і проживає в Джерсі-Сіті, Нью-Джерсі. Його сестра, Валентина Гомес, є крайньо правою політичною діячкою у США. Вона була кандидатом на праймеріз Республіканської партії на посаду Держсекретаря штату Міссурі у 2024 році, де посіла шосте місце, програвши номінацію Денні Хоскінсу. Її широко критикували за гомофобні, расистські та насильницькі висловлювання.